# سرود ملی ساحل عاج
لابیجانز  (به فرانسوی: L'Abidjanaise) سرود ملی کشور ساحل عاج است. متن این سرود نوشته پیر ماری کوتی و آهنگ آن ساخته پیر میشل پانگو است. این سرود در ۲۷ ژوئیه ۱۹۶۰ رسمیت یافت.

## متن
| متن انگلیسی We salute you, O land of hope, Country of hospitality; Thy full gallant legions Have restored thy dignity. Beloved Ivory Coast, thy sons, Proud builders of thy greatness, All gathered together for thy glory, In joy will we construct thee Proud Ivorians, the country calls us. If we have brought back liberty peacefully, It will be our duty to be an example Of the hope promised to humanity, In building, united in the new faith The homeland of true brotherhood. | برگردان فارسی درود ما به تو، ای سرزمین امید سرزمین میهمان‌نوازی لشکریان سراسر دلاور تو کرامت را به تو بازگردانده‌اند ای ساحل عاج عزیز، پسران تو سازندگان پرغرور بزرگی‌ات بهر شکوه تو دست به دست یکدیگر داده‌اند، شادمانه تو را خواهیم ساخت ای ساحل عاجیان پرغرور، کشور، ما را فرامی‌خواند، اگر این ما بودیم که آزادی را با صلح و صفا بازگرداندیم وظیفه ما نیز این است که نمونه باشیم نمونه در امیدی که به انسانیت وعده داده شده، از رهگذر سازندگی، یکپارچه در ایمانی نو، سازندگی میهنی از برادری راستین. |